# Draba nivicola
Draba nivicola är en korsblommig växtart som beskrevs av Joseph Nelson Rose. Draba nivicola ingår i släktet drabor, och familjen korsblommiga växter. Inga underarter finns listade i Catalogue of Life.